# Favosipora rugosa
Favosipora rugosa is een mosdiertjessoort uit de familie van de Densiporidae. De wetenschappelijke naam van de soort is voor het eerst geldig gepubliceerd in 1885 door MacGillivray.